# Trichogaster trichopterus
El gurami (a veces escrito gourami) de tres puntos o gurami azul (Trichogaster trichopterus) es una especie de pez de agua dulce de la familia Osphronemidae del género Trichogaster. Es nativo del sudeste asiático, donde habita en aguas de curso lento y estanques como los formados en los campos de arroz. Es apreciado como pez de ornato en acuariofilia.
T. Trichopterus puede alcanzar los 15 cm de longitud. Tiene un cuerpo aplanado, ancho y más redondeado que otras especies del género como T. leerii. Posee aletas pélvicas filiformes que utilizan como órganos sensoriales en aguas turbias. Las aletas caudal, anal y dorsal presentan terminaciones alargadas y puntiagudas en los machos, a diferencia de las hembras donde la terminación es redondeada, siendo este el mayor dimorfismo sexual en la especie. Además de las variedades silvestres azuladas con tres puntos o manchas negras sobre la línea lateral, existen variedades de color obtenidas mediante cría selectiva como el gurami oro (de color amarillo y con un solo punto caudal) o el gurami "cosby" con patrones de manchas modificados.  
Al igual que los otros laberíntidos el gourami azul posee un órgano respiratorio suplementario, el laberinto, que le permite tomar oxígeno del aire, para ello los guramis requieren salir a tomar aire a la superficie cada cierto tiempo. Este órgano se desarrolló como una adaptación que les permite vivir en aguas estancadas que generalmente tienen bajos contenidos de oxígeno.  
Los machos son territoriales con otros machos de la especie y establecen territorios de alrededor de 1 m2. Las hembras establecen una relación jerárquica con una hembra dominante que reafirma su status frente a las otras por lo que se recomienda que existan al menos 3 hembras por cada macho, a fin de que la hembra dominante no hostigue constantemente a solo una hembra adicional. Son compatibles con otras especies. Son peces tropicales que requieren temperatura del agua por encima de los 25 °C, pH 6.5 - 7.0 y abundante vegetación en los acuarios para emular su ambiente natural. 

## Reproducción
Se trata de una especie ovípara. En la temporada de cría que coincide con la primavera en la naturaleza, caracterizada por lluvias y un incremento en la temperatura, el macho construye un nido hecho de burbujas en la superficie ayudándose de ramas o plantas flotantes. En esta temporada las hembras producen la hueva, siendo notorio un abultamiento del vientre. Durante el cortejo los machos se exhiben estirando sus aletas y exacerbando su colorido tratando de atraer a la hembra hacia el nido, durante el cortejo macho puede tornarse agresivo. Si la hembra está receptiva se acercará al nido y se producirá la freza, en la cual el macho rodea a la hembra con su cuerpo, presionandola para que arroje la hueva que fecundará, recogerá y colocará entre las burbujas el apareamiento puede durar varias horas y una puesta oscila entre los 100 y 200 huevos. Una vez finalizado el apareamiento el macho se encarga de la puesta, retirando los huevos que no sean fértiles, ahuyentando a posibles depredadores, incluyendo a la madre, por lo cual su comportamiento se torna agresivo hacia todo intruso. Una vez los huevos eclosionan el macho continua el cuidado de los alevines regresandolos al nido cuando caen, hasta que consumen el saco vitelino y son capaces de nadar por sí solos. 
Para la reproducción en cautiverio se recomienda preparar un acuario específico colocando al macho en agua baja (de unos 15 cm) y sin decoración para que le sea más fácil recuperar los huevos o alevines que caigan del nido. La temperatura debe ser 28-29 °C, una vez que el macho y se deben proporcionar plantas flotantes o trozos de corcho para ayudar en la construcción del nido, la filtración debe ser buena para mantener buena calidad del agua pero se deben evitar corrientes fuertes. El macho y la hembra deben ser bien alimentados en las semanas previas, preferentemente con alimento vivo a fin de que la hembra produzca la puesta y el macho esté preparado para las semanas que cuidará a la progenie, durante las cuales no come. Se coloca primero al macho en el tanque y se continua alimentando, se cambia 1/3 del agua cada dos días (simulando el proceso de lluvia) hasta que comienza la construcción del nido. Una vez el nido mide aproximadamente 10 cm por lado, la hembra se coloca a la vista en un acuario vecino o en el mismo acuario pero con una barrera física, para evitar que el macho sea excesivamente agresivo. El macho comenzará el cortejo y tras unas cuantas horas se puede liberar a la hembra en el tanque de reproducción. Si el macho se muestra excesivamente agresivo lo mejor es separar a la hembra de nuevo. Una vez producido el apareamiento la hembra se separa y no se alimenta más al macho. El macho debe retirarse cuando los alevines comiencen a nadar por sí solos.